# Amizade Sincera II
Amizade Sincera II é o um álbum ao vivo dos cantores e Renato Teixeira e Sérgio Reis, lançado em 16 de março de 2015 pela Som Livre, o projeto foi gravado no Quinta da Cantareira em Mairiporã no dia 10 de junho de 2014, e contou com as participações de Toquinho, João Carreiro, Amado Batista, Chico Teixeira, entre outros. O álbum foi indicado ao Grammy Latino na categoria de Melhor Álbum de Música Sertaneja e venceu.

## Lista de faixas
| N.º            | Título                                  | Compositor(es)                      | Duração  |  |
| 1.             | "Deus e Eu No Sertão"                   |                                     | 3:40     |  |
| 2.             | "Folia de Rei"                          |                                     | 4:04     |  |
| 3.             | "Você Vai Gostar"                       |                                     | 2:46     |  |
| 4.             | "Saudade Danada" (Part. Chico Teixeira) |                                     | 3:02     |  |
| 5.             | "Cuitelinho" (Part. Toquinho)           |                                     | 3:25     |  |
| 6.             | "Na Boca da Noite" (Part. Toquinho)     |                                     | 3:17     |  |
| 7.             | "De Papo Pro Ar"                        |                                     | 1:54     |  |
| 8.             | "Imenso Jardim"                         | Renato Teixeira e Marina Carlomagno | 2:32     |  |
| 9.             | "Eu e Meu Irmão"                        |                                     | 2:57     |  |
| 10.            | "Pingo D'água" (Part. Amado Batista)    |                                     | 4:02     |  |
| 11.            | "Cabecinha no Ombro"                    |                                     | 4:51     |  |
| 12.            | "Chuá, Chuá (Canção)"                   |                                     | 3:21     |  |
| 13.            | "A Visita da Canção"                    |                                     | 4:00     |  |
| 14.            | "Canção da América"                     |                                     | 3:58     |  |
| Duração total: | Duração total:                          | Duração total:                      | 00:46:26 |  |

- Participações Faixa 8: Marina Teixeira Carlomagno, Beatriz Teixeira Sater, Julia Teixeira Sater, Caru Comparin Corrêa, Ana Clara Oliveira Silva, Fernanda Oliveira Silva e Lara Fabianne Fernandes Pinho.